# Kalimantan Orientale
Il Kalimantan Orientale (in indonesiano Kalimantan Timur, spesso abbreviato in Kaltim) è la seconda più grande provincia dell'Indonesia. Situata sull'isola del Borneo, nella ricca provincia sorgono due grandi città, Samarinda (la capitale e centro di produzione del legname) e Balikpapan (un centro petrolifero con una raffineria). Da quando l'Indonesia ha concesso agli investitori stranieri di sfruttare le sue risorse minerali e naturali (1970), il Kalimantan Orientale ha conosciuto un notevole impulso nel commercio di legname, petrolio e altri prodotti esotici. La compagnia petrolifera statale Pertamina è operativa nel settore dal giorno in cui ha preso il controllo della raffineria dalla Royal Dutch Shell nel 1965.
La popolazione è costituita da un miscuglio di etnie provenienti da tutto l'arcipelago indonesiano, con Daiacchi e Kutai come gruppi etnici indigeni che vivono nelle zone rurali. Altri importanti gruppi etnici migranti includono giavanesi, cinesi, banjaresi, bugis e malesi, la maggior parte dei quali vivono nelle zone costiere.

## Storia
Il Kalimantan Orientale è il luogo dove è sorto il più antico regno indù in Indonesia, Kutai, la cui esistenza è attestata da un'iscrizione su pietra, o Prasasti, oggi conservata al Museo Nazionale di Giacarta. Il manoscritto è scritto in alfabeto Pallava e in lingua sanscrita. La copia di questa iscrizione può essere vista nell'ufficio del governatore di Samarinda.
L'iscrizione, su sette pilastri di pietra (detti yupa), eretti nel V secolo a.C. sotto il comando del governatore locale, il re Mulavarman, elenca le vittorie del re, i suoi atti generosi verso i bramini e la sua genealogia regale.

## Geografia politica
Il Kalimantan Orientale è diviso in dieci reggenze (kabupaten) e quattro municipalità (kota).

Le reggenze sono: 
1. Reggenza di Paser
2. Reggenza di Penajam Paser Settentrionale
3. Reggenza di Kutai Kartanegara
4. Reggenza di Kutai Occidentale
5. Reggenza di Kutai Orientale
6. Reggenza di Bulungan
7. Reggenza di Berau
8. Reggenza di Malinau
9. Reggenza di Nunukan
10. Reggenza di Tana Tidung

Le municipalità sono:
1. Balikpapan
2. Samarinda
3. Bontang
4. Tarakan

## Ecologia
Il principale problema ecologico della provincia è il disboscamento illegale che ha distrutto gran parte della foresta pluviale. Oggi rimane meno della metà della foresta pluviale originale, solo in luoghi come il Parco Nazionale Kayan Mentarang, nella parte settentrionale della provincia.

## Economia
Il Kalimantan Orientale dipende in modo quasi esclusivo dalle risorse della terra, in particolare l'estrazione petrolifera e di gas naturali, così come l'estrazione del carbone e dell'oro. La città di Balikpapan possiede una raffineria di petrolio che fu costruita dal governo olandese prima nei primi anni quaranta, distrutta durante la seconda guerra mondiale, e ricostruita in seguito dal governo indonesiano.
Altri settori economici in via di sviluppo comprendono l'agricoltura e il turismo. Il Kalimantan Orientale ha diversi luoghi di interesse turistico come le isole Derawan nella reggenza di Berau, il Parco Nazionale Kayan Mentarang, l'allevamento di coccodrilli a Balikpapan, l'allevamento di cervi a Penajam, il villaggio Pampang dei dayak (la popolazione nativa di Kalimantan) a Samarinda e molti altri.
Il problema principale per lo sviluppo e la crescita economica è la mancanza di infrastrutture di trasporto. I trasporti, infatti, dipendono dalle tradizionali barche che collegano le città costiere e le aree lungo il fiume Mahakam, il principale fiume della provincia.